# Herederos (cómic)
Los Herederos son un grupo de supervillanos ficticios que aparece en los cómics estadounidenses publicados por Marvel Comics. Por lo general, son enemigos de Spider-Man, Morbius y las iteraciones de él.

## Historial de publicaciones
Los Herederos, que hicieron su primera aparición en The Superior Spider-Man # 33 como parte de la historia de "Spider-Verse", fueron creados por Christos Gage y M.A. Sepulveda. "Spider-Geddon" nuevamente representa a los Herederos; Gage dijo: "Son terribles villanos, ¡literalmente se comen a las arañas! Son como vampiros que se alimentan de sus fuerzas vitales. Y ahora que están de regreso, tienen una cuenta que saldar. Están tratando de recapturar su antiguo poder y gloria, y que Dios ayude a cualquiera que se interponga en el camino".

## Historia ficticia
Los Herederos son un clan de cazadores de tótems de la Tierra-001 que se alimentan de tótems de animales, humanos y deidades. Capturan a la deidad araña Master Weaver en la Tierra-000 a costa de la vida de su matriarca porque Karn dudó en atacar. El patriarca Solus le ordena a Karn que use una máscara y lo exilia hasta que pueda regresar. Usan el poder del Maestro Tejedor para conquistar la Tierra-001, viajando entre dimensiones y cazando avatares de Tótem Araña porque esos fueron profetizados para derrocarlos.

### Spider-Verse
Superior Spider-Man (la mente del Doctor Octopus en el cuerpo de Spider-Man) encuentra a Karn como su nuevo equipo (Spider-Man Noir, Six Arm Spider-Man, Spider-Monkey, Ashley Barton y Assassin Spider-Man) lo embosca en el Cyborg Spider-Man de Tierra-2818. Karn no se ve afectado por sus armas, y escapan cuando llegan el hermano y la hermana de Karn, Brix y Bora. Karn entra en otro multiverso para matar a un Ai Apaec alternativo.
Morlun viaja a la Tierra-31411 y se encuentra con Aaron Aikman. Luego va a la Tierra-51412, donde absorbe la fuerza vital de Patton Parnell. Morlun mata al Spider-Man local y sus compañeros de equipo Iceman y Firestar en la Tierra-1983. En la Tierra-999, Bora y Brix matan a Spider-Cat. Daemos mata a Spider-Man y a varios habitantes animalistas de Contra-Tierra sobre la Tierra-7891.
Daemos llega a Europa del Este para atacar a Kaine Parker, y aparecen Viejo Spider-Man, Spider-Man de Tierra-70105 y Spider-Woman de Tierra-65. Rompe la columna vertebral de Spider-Man de Tierra-70105, y los otros escapan a través de un portal. Verna lleva a sus Sabuesos Sable, Fireheart y Kravinoff, y Puma y  Kraven el Cazador a cazar, y Morlun está furioso porque Daemos estaba cazando en la Tierra-616. Solus les recuerda que él sabe dónde están la Novia, el Otro y el Vástago son, y sobre una profecía que condenará a los herederos. Morlun dice que quiere ser el heredero elegido de su padre; la Gran Web es su legado y obligación. Solus dice que la Web es todas las cosas y en todas partes, y su reino los convierte en herederos de toda la creación.
Spider-Man llega a Tierra-928 y encuentra a Superior Spider-Man a cargo. Viejo Spider-Man le cuenta sobre la profecía dirigida a la Novia, el Otro y el Vástago. Cuando Daemos llega y mata a Spider-Cyborg, Superior Spider-Man mata a Daemos pero él se regenera. A medida que los Spider-Men escapan a la Tierra-13, Spider-Man le dice al Spider-Man moribundo que proteja los tótems.
En la Tierra-13989, Karn mata una versión de hombre lobo de Spider-Man. Solus hace que el Maestro Tejedor lo envíe a un mundo más desafiante. Cuando Morlun y Jennix llegan a la Tierra-13, matan a Spider-Monkey y una variación del Capitán Spider. Cuando Solus mata a Cosmic Spider-Man, Morlun se marcha con Benjy Parker.
Ben Reilly de Tierra-94, Kaine y Black Widow de Tierra-1610 se encuentran con la versión de este mundo de Tony Stark y lo dominan. Mientras Jennix se regenera en la Tierra-802 y se niega a regresar a la batalla, Black Widow de Tierra-1610, Ben Reilly de Tierra-94 y Kaine se mudan a su cuartel general en el Edificio Baxter. Solus mata a Arachnosaurus y al Príncipe de Aracne y destruye el Leopardon de Takuya Yamashiro. En la Tierra-3145, la Seda llega cuando Brix y Bora no pueden entrar en este mundo. A medida que el Ejército Araña se mueve a través de las dimensiones, Jennix los controla. En la Tierra-001, Morlun le da a Benjy a Brix y Bora.
En Tierra-802, Jennix revela que clonó arañas para ayudar a alimentar a su familia. Mientras Ben Reilly se prepara para sacrificarse para destruir el laboratorio, Kaine roba el teletransportador de Black Widow de Tierra-1610 para enfrentarse a los Herederos.
Six-Arm Spider-Man, Spider-Man 2099 y Lady Spider de Tierra-803 viajan a 2099 para diseccionar el cuerpo clon de Daemos en busca de pistas sobre cómo derrotar a sus hermanos. Seguido al futuro por un nuevo Daemos, Six Arm Spider-Man crea una distracción, pero es asesinado antes de que Miguel atrape a Daemos. Daemos se suicida para poder activar otro clon. Miguel solicita la ayuda de Punisher de Tierra-928 para detenerlo hasta que Spider-Man 2099 y Lady Spider puedan transportarlo de regreso a la Tierra-13.
Karn llega a la Tierra-3123 para matar el tótem araña de la realidad donde la Tía May fue mordida por una araña radioactiva y se convirtió en Spider-Ma'am. Ella se rinde para evitar que su esposo y sobrino sufran daños. Karn es convertida por Spider-Girl, Spider-UK, Spider-Punk, Spider-Man: India y Spider-Woman de Tierra-807128 contra los Herederos. Después de que Black Widow de Tierra-1610 y Kaine destruyen la instalación de clonación en Tierra-802, los Herederos atacan; Kaine llega a la Tierra-001, se transforma en una araña y empala a Solus.
Los Spider-Men dominan a los herederos con la ayuda de Karn. Morlun intenta atacar a Peter Parker de Tierra-616, Peter lo teletransporta a Tierra-3145 y Silk lo rescata. Después de la muerte del Maestro Tejedor, Karn toma su lugar mientras la cara del Maestro Tejedor se parece a la suya. Ella le pregunta a Karn si Morlun y los Herederos sobrevivirán sin Spider-Totems, y el Maestro Tejedor dice que se están alimentando de arañas mutadas.

### Spider-Geddon
Los Spider-Men y el Maestro Tejedor han estado mirando Tierra-3145. Aunque los herederos están desnutridos por la falta de arañas, están recogiendo las cabezas de los Spider-Bots. Spider-UK y Master Weaver aprenden sobre un motor de clonación Heredero en Tierra-616. En la Tierra-3145, Jennix cosecha los transmisores de los Spider-Bots. Spider-UK aconseja al Maestro Tejedor que llame a la Red de Guerreros.
Jennix, Morlun y Verna emergen de la máquina de clonación de Superior Octopus y Spider-Man Noir y Spider-UK son sus primeras víctimas. Jennix le dice a Morlun que su puntaje con la versión Tierra-616 de Spider-Man es irrelevante.
Mientras Jennix trabaja para regenerar al resto de los herederos, las arañas sugieren que el pulpo superior desencadene la autodestrucción de la base mientras Spider-Gwen con su simbionte los distrae. Los Herederos son libres, restringidos a sus cuerpos actuales. Verna busca el cristal que contiene la fuerza vital de Solus. Ella lleva a Brix, Bora y Daemos con ella mientras Jennix reconstruye los tubos de clonación. Superior Octopus y Spider-Punk sugieren matar a los Herederos. Vern se enfrenta a Karn por ponerse del lado de los Guerreros Web. Después de que él la apuñala, ella todavía se alimenta de él.
El cuerpo de Solus se restaura mientras Daemos, Brix, Bora y Jennix esperan el regreso de Verna con el cristal. Spider-Ham informa al grupo. Son atacados por Brix, Bora y Daemos. Durante el retiro, Superior Spider-Man descubre que Jennix está teniendo problemas con la tecnología de clonación de New U Technologies.
Después de haber localizado a Peter Parker, Morlun procedió a perseguirlo por todo Manhattan, donde Morlun logró herirlo al romperse la muñeca y su Reloj de Teletransportación Dimensional. Antes de que Morlun pueda terminar con Spider-Man, Miles Morales aparece con algunos Spider-Men para proporcionar algunas distracciones que frustraron a Morlun. Cuando Morlun es derribado después de una feroz pelea con Spider-Man, queda atrapado en una jaula y golpeado con sedantes disparados por Spider-Man y la policía.
Usando un reloj de teletransportación dimensional, Verna viaja a la Tierra-3145 donde fueron atrapados previamente para encontrar el cristal con la fuerza vital de Solus. Ella y sus perros se enfrentarían a Spider-Woman, Astro-Spider de Tierra-3145, Spider-Kid de Tierra-218, Spider-Woman de Tierra-807128 y Kaine Parker. Antes de ser dejada morir en la Tierra llena de radiación, Verna usa su reloj de teletransportación en Spider-Woman mientras planeaba enviarla al resto de los Herederos.
Spider-Woman regresa a la Tierra-616 donde tiene el cristal con la fuerza vital de Solus. En New U Technologies, Jennix la agarra y le dice a Daemos que comparta su comida con Brix y Bora. Cuando Daemos comienza a alimentarse de Spider-Woman, dice que obtuvo sus poderes de una explosión de radiación. Jennix le dice a Daemos que coloque a Spider-Woman en estasis para que pueda estudiarla más tarde. Pone el cristal en la máquina de clonación, reviviendo a Solus, que planea recompensar a sus hijos con un festín. Superior Spider-Man noquea a Ben Reilly y se lo entrega como parte de un acuerdo que incluye a Solus salvando la Tierra-616. Cuando Superior Spider-Man se va, los Herederos se acercan al inconsciente Ben Reilly.
Jennix comienza a alimentarse de la fuerza vital de Ben Reilly y aprende de él como su sacrificio en la batalla contra el Duende Verde, donde Ben salvó a Spider-Man, Chacal lo recreó y cómo funcionan los bancos de clonación en New U Technologies. Estos recuerdos comienzan a afectar a Jennix. Cuando Spider-Man de Tierra-1048 se entera de que esto era parte de los planes de Superior Spider-Man, son atacados por los Herederos. Daemos ataca, pero Solus le dice que se aparte porque aún no se ha alimentado de una araña. Solus es disparado en la espalda por Miles Morales, quien fue transformado en Capitán Universo por la Fuerza Enigma cuando Spider-Punk dice que Jennix está loca y que Verna está desaparecida. Los ataques de Miles impulsados por el Capitán Universo, prometiendo no cometer el mismo error que el Hombre Araña de la Tierra-13. Leopardon aparece en New U Technologies y Takuya Yamashiro lo ha transformado hasta que Daemos ataca. Superior Spider-Man y Octavia Otto liberan a Spider-Woman, quien dice que Verna murió en la Tierra-3145. Mientras Superior Spider-Man y Octavia Otto reviven a Ben Reilly, los otros grupos con poder de araña luchan contra los Herederos. Spiderling de Tierra-18199 llega con Anya Corazón y Spider-Woman de Tierra-925, y Spiderling dice que ella es una creadora de patrones. Las tres Mujeres Arañas usan los fragmentos de la Red de la Vida y el Destino para derrotar a Brix y Bora, mientras que Spider-Woman de Tierra-925 lucha contra Daemos. Spider-Gwen llega con más personajes con poder de araña, incluido Spider-Man que derrotó a Morlun. Spider-Man alcanza a Superior Spider-Man y Octavia Otto, quienes han restaurado a Ben Reilly a la "configuración de fábrica". Spider-Man le permite a Superior Spider-Man formular un plan ya que Miles, impulsado por el Capitán Universo, usa la espada de Leopardon en Solus, Brix, Bora y Daemos. Superior Spider-Man les dice a los demás que revivió a los Herederos cuando eran bebés porque Spider-Man hizo los arreglos para que Morlun hiciera lo mismo. Spider-Ma'am afirma que su familia adoptó a los bebés Herederos.

## Miembros
- Solus - El patriarca.
- Matriarca sin nombre: la esposa de Solus que murió durante la misión para capturar al Maestro Tejedor.
- Morlun - el favorito de Solus que causó la muerte temporal de Spider-Man.
- Bora y Brix - gemelos que compiten entre sí.
- Daemos - el hijo mayor de Solus.
- Jennix - Los cerebros de la familia cuyos experimentos están en la Tierra-802.
- Karn - el paria y el hijo menor que era el favorito de su madre. Él abandona a la familia, se convierte en el Maestro Tejedor y es asesinado por Verna.
- Verna - Dueña de los Sabuesos

## En otros medios

### Videojuegos
- Los Herederos aparecen en Spider-Man Unlimited con Morlun con la voz de Travis Willingham, Solus con la voz de Kyle Hebert, Daemos y Jennix con la voz de Neil Kaplan, y Karn con la voz de Matthew Mercer.[27]
- Karn y Morlun aparecieron como villanos jefes en dos misiones Spec-Ops del juego de Facebook Marvel: Avengers Alliance.[28]

### Novelas
En la novela de Jim Butcher, Spider-Man: The Darkest Hours, aparece una versión anterior de los Herederos llamados Ancestros (que consiste en Thanis, Mortia y Malos) y busca venganza de Spider-Man después de la primera muerte de Morlun. Son derrotados por Mary Jane Watson, quien condujo su automóvil hacia ellos y Spider-Man los desterró a otra dimensión utilizando tres objetos místicos que le dio el Doctor Strange.

## Recepción
En junio de 2018, Comic Book Resources clasificó a los herederos como su decimocuarta elección de supervillanos para un subsiguiente Marvel Cinematic Universe.